# رود کوجی
رود کوجی (به لاتین: Kuji River) یک رود در ژاپن است که در استان فوکوشیما واقع شده‌است.